# Kari Kåring
Kari Elida Kåring (* 3. Dezember 1948 in Lillehammer) ist eine ehemalige norwegische Eisschnellläuferin.
Kåring, die für den Lillehammer SK startete, nahm von 1959 bis 1979 an nationalen Wettbewerben teil und wurde im Jahr 1964 norwegische Juniorenmeisterin im Mini-Mehrkampf. Zudem wurde sie bei norwegischen Meisterschaften einmal Zweite und dreimal Dritte. International trat sie erstmals bei der Mehrkampf-Weltmeisterschaft 1964 in Kristinehamn in Erscheinung, wo sie den 24. Platz im Mini-Mehrkampf errang. Im folgenden Jahr kam sie bei der Mehrkampf-Weltmeisterschaft in Oulu auf den 17. Platz im Mini-Mehrkampf. In ihrer letzten internationalen Saison als aktive Eisschnellläuferin 1967/68 belegte sie bei der Mehrkampf-Weltmeisterschaft 1968 in Helsinki den 19. Platz im Mini-Mehrkampf und bei den Olympischen Winterspielen 1968 in Grenoble den 17. Platz über 3000 m sowie den 14. Rang über 1500 m. Bei den Olympischen Winterspielen 1994 in Lillehammer sprach sie den Olympischen Eid.

## Persönliche Bestleistungen
| Disziplin | Zeit       | Datum            | Ort      |
| --------- | ---------- | ---------------- | -------- |
| 500 m     | 47,1 s     | 7. Januar 1968   | Berlin   |
| 1000 m    | 1:38,5 min | 2. Januar 1965   | Oslo     |
| 1500 m    | 2:29,9 min | 10. Februar 1968 | Grenoble |
| 3000 m    | 5:20,6 min | 12. Februar 1968 | Grenoble |